# Excusatio non petita, accusatio manifesta
Excusatio non petita, accusatio manifesta è un proverbio latino di origine medievale. La sua traduzione letterale è "Scusa non richiesta, accusa manifesta", forma proverbiale in italiano insieme all'equivalente "Chi si scusa si accusa".
Il senso di questa locuzione è: se non hai niente di cui giustificarti, non scusarti. Affannarsi a giustificare il proprio operato senza che sia richiesto può infatti essere considerato un unico indizio del fatto che si abbia qualcosa da nascondere, anche se si è realmente innocenti.
Già San Girolamo, nelle sue lettere (Epist. 4) avvertiva: dum excusare credis, accusas ("mentre credi di scusarti, ti accusi").